# Daemonorops mollis
Daemonorops mollis là loài thực vật có hoa thuộc họ Arecaceae. Loài này được (Blanco) Merr. mô tả khoa học đầu tiên năm 1918.

## Hình ảnh

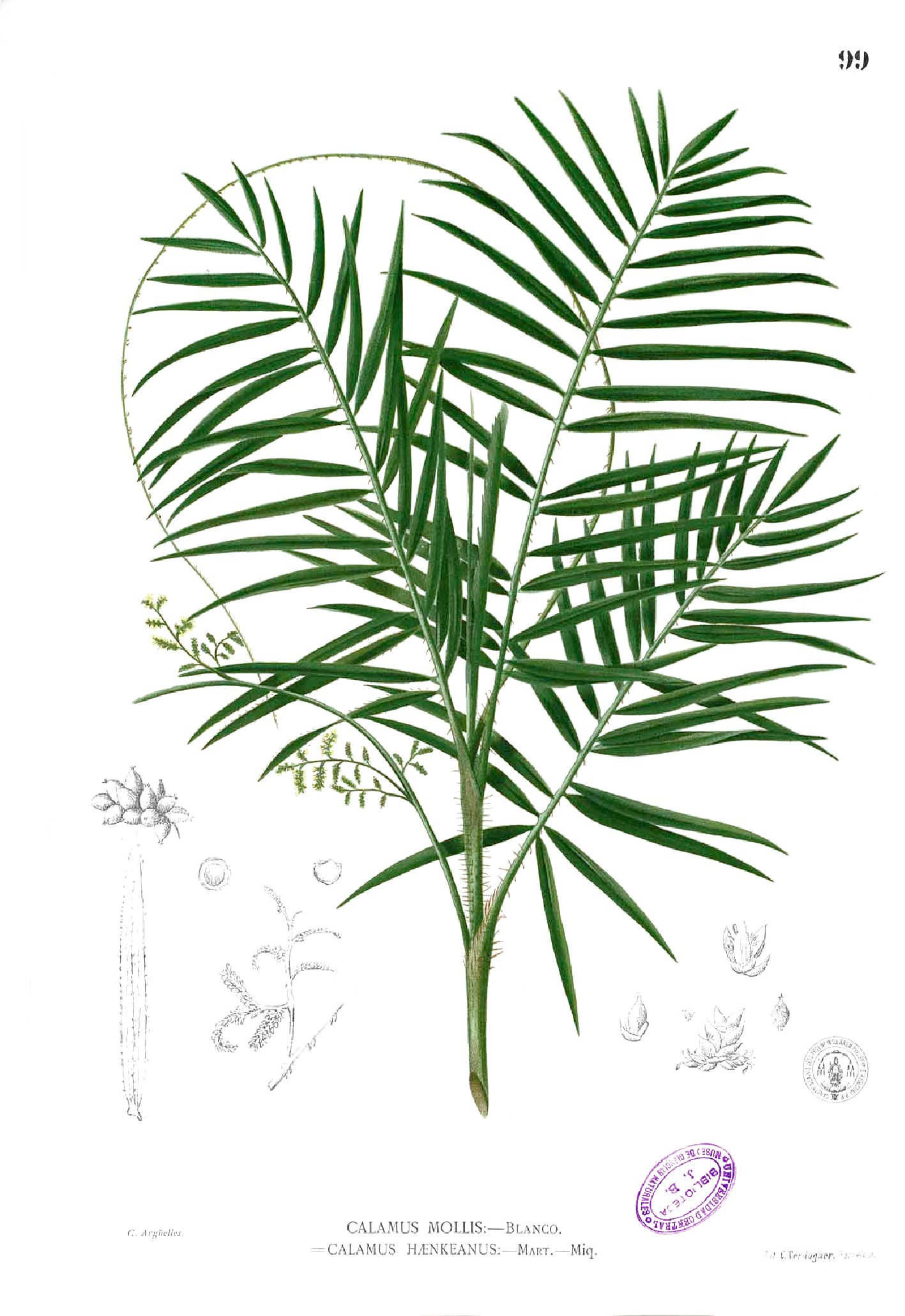
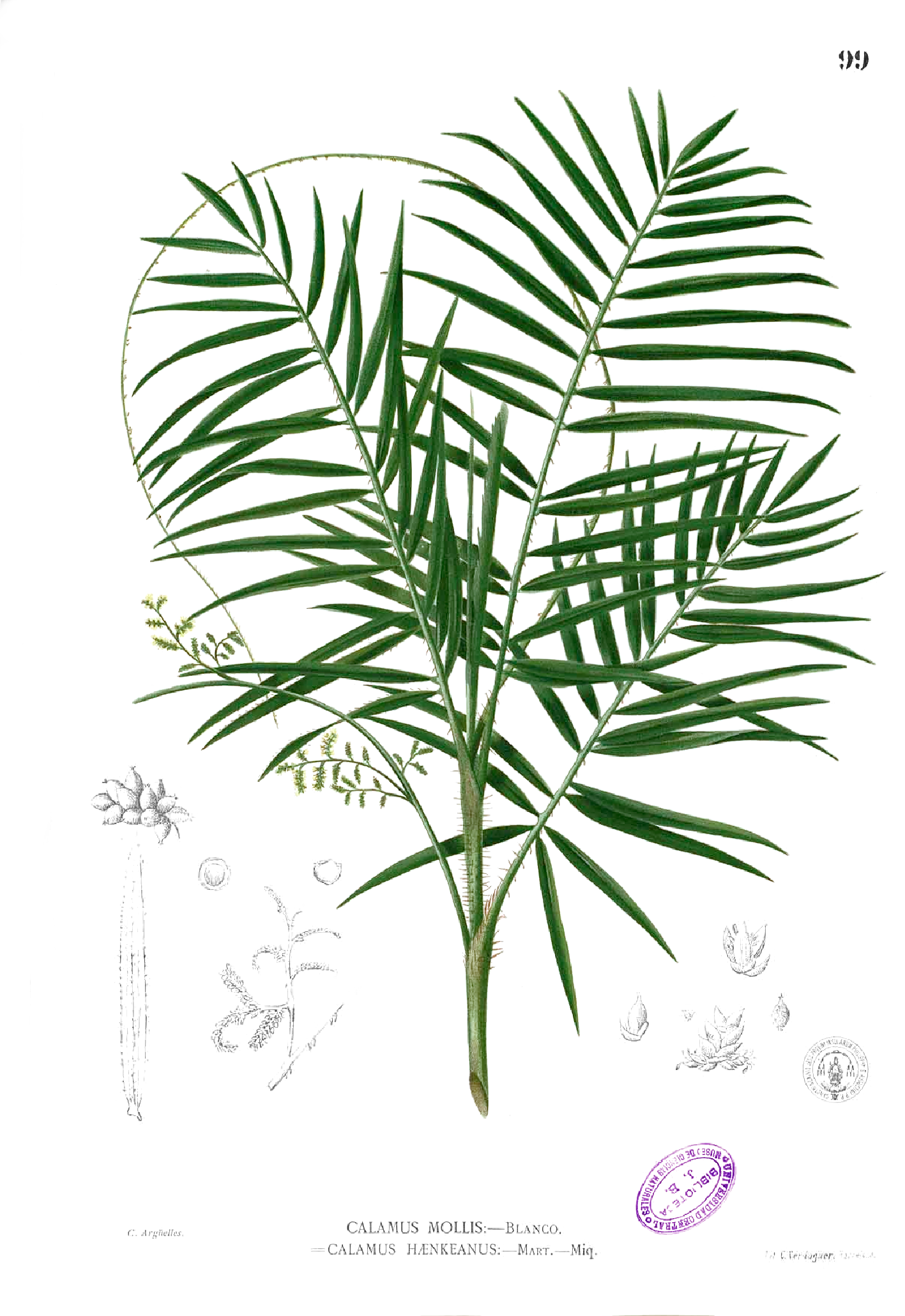